# スマホドック24
パソコン修理24/スマホドック24（株式会社バルテックフィールドサービス）はパソコン修理サービス・パソコンサポート・データ復旧HDD修理・電源修理などを事業の柱とする企業である。
全国に直営およびフランチャイズによる修理事業の店舗を展開している。また、オンサイトでの修理や工事事業も展開をしている。

## 沿革
- 2012年8月 - 1号店として、スマホドック２４西新宿店オープン
- 2012年11月 -
  - 株式会社スマホドック２４　設立[2]
  - スマホドック２４岩本町店オープン
- 2014年6月 - オンライン格安データ復旧サイト『格安データ復旧.biz』　オープン
- 2015年2月 - 配線整備工事サイト『配線レスキュー』オープン